# Lucius Calpurnius Piso Caesoninus (consul en -148)
Pour les articles homonymes, voir Lucius Calpurnius Piso et Calpurnius Piso.
Lucius Calpurnius Piso Caesoninus est un homme politique de la Rome antique. Père de Lucius Calpurnius Piso Caesoninus.
En 148 av. J.-C., il est élu consul.
Il participe à la troisième guerre punique, mais échoue dans les opérations militaires. La ville de Carthage, bien qu’attaquée depuis l'année précédente, n'est pas réellement bloquée et peut même aller secourir Bizerte assiégée, base de nombreux corsaires qui harcèlent les convois romains.